# 博洛霍沃
54°05′N 37°49′E / 54.083°N 37.817°E
博洛霍沃（俄语：Болохово）是俄羅斯圖拉州中部的一個城市，距首府圖拉東南20公里。2002年時人口為10,364人。
博洛霍沃於1943年升格為城鎮。